# The Pipettes
The Pipettes (с англ. — «Пипетки») — британская девичья инди-поп-группа, основанная в 2003 году. Группа выпустила 2 альбома: We Are the Pipettes и Earth vs. The Pipettes, а также целый ряд синглов.

## История
The Pipettes были созданы в приморском английском городе Брайтоне в 2003 году музыкантом и гитаристом Робертом Уильямом Барри (также известным как Monster Bobby). В первоначальный состав вошли Джулия Кларк-Лоуерс (Julia Clarke-Lowes), Роз Элинор Дугалл (Rose Elinor Dougall) и Ребекка Стефенс (Rebecca Stephens).
Перед выходом дебютного альбома Джулия покинула группу (и посвятила себя собственной группе The Indelicates), а на замену ей пришла Гвенно Сондерс. We Are the Pipettes достиг 41 места в UK Albums Chart, критики отмечали, что в композициях этого альбома очевиден отсыл к яркой и весёлой поп-музыке 1960-х годов.
В 2008 году Дугалл и Стефенс также покинули группу (таким образом, в ней не осталось никого от первоначального состава). После этого в группе недолгое время проработал ещё ряд участниц, и на 2010 год её состав включает в себя только Гвино Саундерс и её сестру Ани Саундерс (Ani Saunders). В 2010 году вышел новый студийный альбом, который называться Earth vs. The Pipettes.
Музыкальную поддержку участницам группы обеспечивает коллектив The Cassettes, который сейчас включает Monster Bobby, Джона и Себа Фалконов и Алекса Уайта.

## Дискография

### Студийные альбомы
- We Are the Pipettes (CD, LP, Memphis Industries, 17 июля 2006)
- Earth vs. The Pipettes (Fortuna POP!, 6 September 2010 (UK))

### Синглы
| Год  | Название сингла                          | Позиция в чартах | Альбом              |
| Год  | Название сингла                          | Великобритания   | Альбом              |
| ---- | ---------------------------------------- | ---------------- | ------------------- |
| 2004 | Pipettes Christmas Single                | —                | non-album single    |
| 2005 | I Like a Boy in Uniform (School Uniform) | —                | non-album single    |
| 2005 | ABC                                      | —                | non-album single    |
| 2005 | Judy                                     | —                | non-album single    |
| 2005 | Dirty Mind                               | 63               | We Are the Pipettes |
| 2006 | Your Kisses Are Wasted on Me             | 35               | We Are the Pipettes |
| 2006 | Pull Shapes                              | 26               | We Are the Pipettes |
| 2006 | Judy (re-recording)                      | 46               | We Are the Pipettes |
| 2010 | Our Love Was Saved By Spacemen +         | -                | Earth vs. Pipettes  |
| 2010 | Stop the Music                           | -                | Earth vs. Pipettes  |
| 2010 | Call Me                                  | -                | Earth vs. Pipettes  |